# Bruno Corbi
Bruno Corbi (Avezzano, 4 febbraio 1914 – Roma, 25 o 26 novembre 1983) è stato un pubblicista, politico e partigiano italiano.
È stato deputato all'Assemblea Costituente, e deputato alla Camera nella I e II legislatura. Zio del giornalista Gianni Corbi.

## Biografia

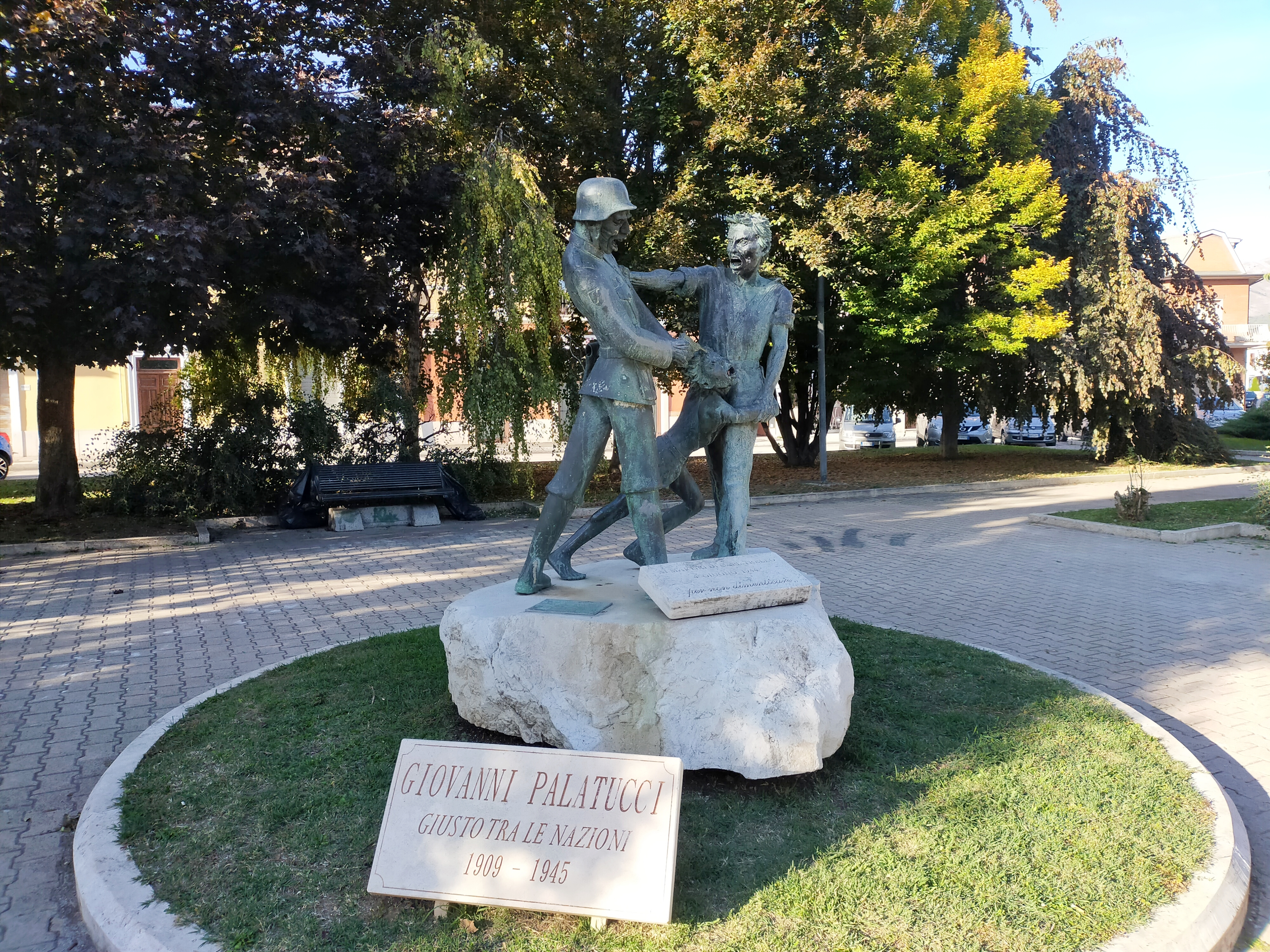
Piazza Bruno Corbi ad Avezzano con il monumento ai 33 martiri di Capistrello e la targa dedicata a Giovanni Palatucci

Bruno Corbi, nato ad Avezzano nel 1914, laureato in legge a Roma nel 1936, entrò a far parte della organizzazione clandestina del PCI nel 1934, svolgendo attività in Italia e, nel 1939 in Francia. Rientrato in Italia fu arrestato e deferito al Tribunale Speciale e condannato a diciassette anni di carcere, fu liberato nell'agosto del 1943 con la caduta del fascismo e, dopo l'8 settembre fu tra gli organizzatori della Resistenza armata in Abruzzo al comando della formazione "Banda Marsica".
Catturato dai tedeschi e condannato a morte riuscì a fuggire dal Castello dell'Aquila dove era rinchiuso in attesa dell'esecuzione riprese la lotta armata a capo della sua formazione. Dopo la liberazione diresse la Federazione PCI dell'Aquila e poi divenne vicesegretario regionale del partito.
Nel 1946 eletto alla Costituente dove entrò a far parte della Commissione dei "75" che elaborò il progetto della Costituzione della Repubblica, successivamente deputato per l'Abruzzo alla I e II legislatura.